# Данієль Лангре
Данієль Лангре (ісп. Daniel Langre; нар. 7 березня 1981) — колишній мексиканський тенісист.
Найвищу одиночну позицію світового рейтингу — 615 місце досяг 5 грудня 2005, парну — 352 місце — 13 червня 2005 року.

## Титули ITF Ф'ючерс

### Одиночний розряд: (1)
| Ранг | Дата     | Турнір                 | Покриття | Суперник      | Рахунок  |
| ---- | -------- | ---------------------- | -------- | ------------- | -------- |
| 1.   | Сер 2005 | Мексика F10, Монтеррей | Тверде   | Гамід Мірзаде | 6–4, 6–2 |

### Парний розряд: (3)
| Ранг | Дата     | Турнір              | Покриття | Партнер       | Суперники                     | Рахунок       |
| ---- | -------- | ------------------- | -------- | ------------- | ----------------------------- | ------------- |
| 1.   | Жов 1999 | Мексика F6, Чіуауа  | Тверде   | Хосе де Армас | Луїс Урібе Їчам Заатіні       | 7–5, 6–7, 7–6 |
| 2.   | Лис 2004 | Мексика F16, Леон   | Тверде   | Віктор Ромеро | Давід Олейнічак Пйотр Щепаник | 7–6(4), 7–5   |
| 3.   | Лют 2005 | Мексика F2, Мексика | Тверде   | Віктор Ромеро | Даніель Гарса Марко Осоріо    | 6–4, 4–6, 6–3 |